# Ilha do Japonês
22° 52′ 53,281″ S, 42° 00′ 16,859″ O
A Ilha do Japonês localiza-se na cidade de Cabo Frio, no estado brasileiro do Rio de Janeiro. 
A Ilha do Japonês não possui gastronomia, mas possui ao seu entorno, restaurantes e bares com petiscos diversos. Nas noites de verão é comum a pratica de arrastão de camarão, tanto pelo nativos como pelos visitantes, vale apena conferir este caribe brasileiro.